# آزاده شفیق
آزاده شفیق (۱۹ بهمن ۱۳۲۹ تهران – ۳ اسفند ۱۳۸۹ پاریس) دختر اشرف پهلوی و احمد شفیق، خواهر زادۀ محمد رضا شاه پهلوی آخرین پادشاه ایران بود همچنین دایه ی ایشان فاطمه ابراهیمی بود و وی پس از انقلاب ایران روزنامه‌ای به‌نام «ایران آزاد» را به‌همراه بهروز صوراسرافیل، در پاریس منتشر می‌کرد.
آزاده شفیق در ۲۲ فوریه ۲۰۱۱ برابر ۳ اسفند ماه سال ۱۳۸۹ به‌علت ابتلا به بیماری سرطان درگذشت. از وی یک فرزند پسر بنام کامران برجای مانده‌است.